# Gare de Plochingen
La Gare de Plochingen (traduit de l'allemand Bahnhof Plochingen) est une gare ferroviaire allemande située à la bifurcation des lignes Stuttgart - Ulm et Stuttgart - Tübingen.

## Situation ferroviaire
Plochingen est située au point kilométrique (PK) 22,8 de la ligne de Stuttgart à Ulm (ligne de la vallée de la Fils, en allemand : Filstalbahn), entre les gares d'Esslingen et de Reichenbach.

## Desserte

### Intercity
Un Intercity Tübingen Hbf (de) - Stuttgart Hbf s'arrête à Plochingen.
Les autres Intercity s'arrêtant à Plochingen sont en direction de München Hbf, Köln Hbf, Dortmund Hbf, Karlsruhe Hbf.

### S-Bahn
Plochingen fait également partie du S-Bahn de Stuttgart.
| Ligne | Itinéraire |
| ----- | --- |
| S1    | Kirchheim unter Teck (de) - Wendlingen (de) - Plochingen – Esslingen (de) – Neckarpark (de) – Bad Cannstatt – Gare centrale – Schwabstraße (de) – Vaihingen (de) – Rohr (de) – Böblingen (de) – Herrenberg (de) |